# 위요지
위요지(圍繞地)는 법률에서 가옥의 정원 등 주변토지를 지칭하는 말로 외부와의 경계에 문과 담 등을 설치하여 외부와 구별되는 부분을 말한다. 일본어에서 유래하였다.

## 대한민국

### 판례
- 위요지가 되기 위하여는 건조물에 인접한 그 주변 토지로서 관리자가 외부와의 경계에 문과 담 등을 설치하여 그 토지가 건조물의 이용을 위하여 제공되었다는 것이 명확히 드러나야 한다.[1]

- 화단의 설치, 수목의 식재 등으로 담장의 설치를 대체하는 경우에도 건조물에 인접한 그 주변 토지가 건물, 화단, 수목 등으로 둘러싸여 건조물의 이용에 제공되었다는 것이 명확히 드러난다면 위요지가 될 수 있다.[2]

- 차량 통행이 빈번한 도로에 바로 접하여 있고, 도로에서 주거용 건물, 축사 4동 및 비닐하우스 2동으로 이루어진 시설로 들어가는 입구 등에 그 출입을 통제하는 문이나 담 기타 인적·물적 설비가 전혀 없고 노폭 5m 정도의 통로를 통하여 누구나 축사 앞 공터에 이르기까지 자유롭게 드나들 수 있는 경우에는 위요지라고 볼 수 없다.[3]

### 주거침입죄 성립요건
주거침입죄에서 주거는 가옥 자체만을 말하는 것이 아니라 그 정원 등 위요지를 포함한다.

## 같이 보기
- 주거침입죄